# Vincristine
Vincristine is een cytostaticum, een middel tegen kanker, dat valt onder de groep van anti-mitotische cytostatica. Het middel is onder de merknaam Oncovin® op de markt gebracht.
Anti-mitose houdt in dat het middel de mitose remt tijdens de celkerndeling. Vincristine blokkeert de celdeling door de vorming van microtubuli te blokkeren. Vincristine bindt aan tubuline-dimeren, zodat deze geen microtubuli kunnen vormen. Microtubuli zijn belangrijk bij de deling van de celkern.
Het middel wordt toegediend door middel van een infuus of wordt in één keer toegediend als een bolusinjectie. Combinatie van radiotherapie en vincristine kan zowel het therapeutische als het toxische effect van de behandeling versterken.
Bijwerkingen zijn onder anderen onderdrukking van de werking van het beenmerg, neuropathie, misselijkheid, braken, haaruitval en obstipatie.
De roze maagdenpalm produceert vincristine door biosynthese uitgaande van isopentenyldifosfaat en dimethylallyldifosfaat.
De stof is opgenomen in de lijst van essentiële geneesmiddelen van de WHO.